# Алексеев, Кирилл Валерьевич
Кирилл Валерьевич Алексеев (р. 9 сентября 1976, Москва) — российский искусствовед, куратор, лектор.

## Биография
Выпускник МГУ им М. В. Ломоносова, исторического факультета, отделение истории искусства (1998). Закончил аспирантуру Государственного института искусствознания. Кандидат наук (2005).
С 1998 по 2004 работал в Музее Востока в отделе Мусульманского искусства. Специализация — знаки, символы и эмблематы средневекового Востока. С 2007 года по 2013 год — хранитель и старший научный сотрудник Государственной Третьяковской галереи, Отдела новых и новейших течений. С 2017 по 2018 — руководитель образовательного отдела Музеев Москвы и директор его филиала — формировавшегося в тот момент музея В. Гиляровского.
Профессиональный преподаватель, активно действующий лектор. С 1998 по 2018 год — доцент кафедры истории искусства в МГТУ им. А. Н. Косыгина. С 2018 года — доцент РГГУ кафедры современного искусства и кино; с 2009 года — преподаватель истории рынков искусства на Винзаводе (Школа коллекционеров и экспертов). С 2013 года — преподаватель бизнес-школы RMA по специальности «Арт-менеджмент», курсы — «Ценообразование рынка искусств», «Главные выставочные проекты XX века», «Инвестиции в современное искусство и антиквариат».
Эксперт по формированию трех корпоративных коллекций на территории РФ.

## Избранные кураторские проекты
- 2004. «Советский импрессионизм». Галерея живописи «Гелос-Наследие».
- 2005. «Русская графика XX века». Галерея журнала «Наследие».
- 2009. Куратор постоянной экспозиции новейших течений ГТГ
- 2009. «Не игрушки!?» (ГТГ, в рамках 3-й биеннале современного искусства)[5]
- 2010. «Невыносимая свобода творчества» (выставка-реконструкция проекта 1975 года). ВДНХ[6].
- 2010. «Санаторий искусств. Отделение артопедии и эстетической травматологии». ГТГ
- 2011. «Антон Ольшванг. Слой 99,9». ГТГ
- 2011. «Заложники пустоты». ГТГ
- 2011. Выставка Премии Кандинского в ЦДХ[7]
- 2012. «Торжество Каиссы. Посвящение Марселю Дюшану». ГТГ
- 2012. «Русский портрет XVIII—XX вв. из частных собраний». 17-й Антикварный Салон.
- 2013. «Украшение красивого. Элитарность и китч в современном искусстве». ГТГ
- 2016. «Реликтовый свет». Галерея А3
- 2017. «Горизонт событий». ЦТИ «Фабрика»[8]
- 2017. «Миф и страх». Галерея «Омельченко»
- 2018. «Динамический Хаос». Государственный Дарвиновский музей
- 2019. «Бытие и Время. Персональная выставка Валентина Коржова». Фонд «Екатерина»[9]
- 2019. «Новая степь». Венецианская биеннале, церковь Св. Георгия

## Премии и награды
- 2011. Премия Курехина — лучшая выставка года (Кирилл Алексеев, Кирилл Светляков; выставка «Заложники пустоты»)[10].